# Prins Carnaval (Jommeke)
Prins Carnaval is het 268e stripverhaal van Jommeke. De reeks wordt getekend door Studio Jef Nys. Het album verscheen op 5 februari 2014. 

## Personages
- Jommeke, Flip, Filiberke, Pekkie, De Miekes, Choco, Marie, Teofiel, professor Gobelijn, Anatool, Kwak en Boemel, Odilon van Piependale, Elodie van Stiepelteen en Fifi.

## Verhaal
In Zonnedorp wordt een Prins Carnavalverkiezing gehouden. De elf leden willen een nieuwe kandidaat voorstellen om het volgende jaar de functie van Prins Carnaval te vervullen. Maar er duikt een probleem op, want er is niemand meer beschikbaar. Gelukkig komt er snel een oplossing: Flip stelt zich als kandidaat. Wanneer Anatool het nieuws in de krant leest, ziet hij een geweldige kans om tot bij het geld in het gemeentehuis te geraken, en hij stelt zich dan ook kandidaat. Een tweede kandidaat is zodoende in de race. Het carnavalscomité beslist dat beide kandidaten een stoet mogen organiseren, en diegene met het meeste volk achter zich wordt dan de winnaar. De strijd barst in alle hevigheid los.